# 康凱 (1946年)
康凱（1946年4月5日—），本名陳桓浩，台灣男演員。曾至香港參與邵氏電影演出，曾是華視演員，並出演華視電視劇《長江一條龍》。康凱曾擔任台北市電影電視演藝業職業工會的理事長。兒子陳彥儒也是演員。

## 生平

### 從政經歷
2003年1月4日，他當選台北市大安區民輝里里長，是繼傅娟之後第二位當選里長的演藝人員。
2006年12月16日，他參與台北市電影電視演藝業職業工會兼中華演藝總工會理事長改選，擊敗對手田鵬，接下前任理事長楊光友的位子。
2009年2月5日，他被中國國民黨2009年臺北市第六選舉區立法委員缺額補選初選候選人秦儷舫指控協同另一位候選人林奕華宴客賄選。
2009年10月20日，他遭楊光友指控中華演藝總工會帳目不清，楊光友並揚言控告他背信、侵占；他則稱中華演藝總工會帳目清楚。
2024年7月12日, 康凱爆打員工,還嗆「找人弄你」台北地院檢視相關證據，判定康凱犯行屬實，依傷害罪處2月徒刑、依恐嚇罪處拘役50日。
2024年11月15日, 據民事判決書內容指出，康凱於民國109年8月到112年年底，以每月1萬5千元的租金，和曹雨婷承租復興北路的辦公室做為演藝總工會使用，而40個月的房租60萬，分別在110年分成5次，每月1萬元繳納，目前仍欠55萬元，加上委請律師費13萬，共計68萬。

## 作品

### 電影
| 年份   | 片名                        | 角色   |
| 1971年 | 追命殺手                    |        |
| 1971年 | 危險時刻                    |        |
| 1971年 | 愛的秘密                    |        |
| 1973年 | 七怒漢                      |        |
| 1974年 | 女記者                      |        |
| 1974年 | 一位陌生女子的來信          |        |
| 1974年 | 吾家有女惹人迷              |        |
| 1975年 | 搭錯綫                      |        |
| 1975年 | 色中餓鬼                    |        |
| 1976年 | 香港奇案之二:大家姐、鬼頭仔 |        |
| 1976年 | 色香味                      |        |
| 1976年 | 騙財騙色                    |        |
| 1976年 | 拈花惹草                    |        |
| 1976年 | 洞房艶事                    |        |
| 1976年 | 森林之虎                    |        |
| 1978年 | 倆性                        |        |
| 1980年 | 月夜斬                      |        |
| 1983年 | 皇帝保重                    |        |
| 1983年 | 女人                        |        |
| 1983年 | 活寶行大運                  |        |
| 1986年 | 最毒婦人心                  |        |
| 1986年 | 新町點煙盤                  |        |
|        | 奪命婚外情                  | 黃金萬 |

### 電视劇
| 年份   | 頻道 | 劇名                             | 角色   |
| 1982年 | 華視 | 《諜海奇花》                     |        |
| 1984年 | 華視 | 《大俠沈勝衣》第三單元：相思夫人 | 常護花 |
| 1984年 | 華視 | 《大俠沈勝衣》第十二單元：鬼簫   | 林天方 |
| 1991年 | 台視 | 《碧海情天》                     | 小潘   |
| 1992年 | 華視 | 《劉伯溫傳奇》惡魔將軍           | 白國良 |
| 1994年 | 台視 | 《倚天屠龍記》                   | 俞岱岩 |
| 1994年 | 台視 | 《唐太宗李世民》                 | 隋煬帝 |
| 1995年 | 台視 | 《香帥傳奇》                     | 姬冰雁 |
| 2005年 | 民視 | 《紅色女人花》撕愛               | 邱崇略 |
| 2005年 | 台視 | 《蝴蝶密碼》蝶變                 | 汪哲凱 |

## 外部連結
- 康凱在香港影庫上的簡介